# Col de Cuvéry
Le col de Cuvéry est un col de montagne routier du massif du Jura, situé dans le département de l'Ain en France, à 1 178 m. Il relie la vallée de la Valserine à la vallée du Séran. Le col est fermé en hiver.

## Géographie
Le col de Cuvéry est situé sur le territoire de la commune déléguée de Châtillon-en-Michaille, à Valserhône, au nord du plateau de Retord, dans la région du Bugey. Il est dominé à 1,5 km au nord par le crêt de Beauregard qui culmine à 1 249 m d'altitude.
Le soubassement du col est constitué de calcaires lités datant de l'Oxfordien supérieur (Jurassique supérieur).